# يوشينكان
 يوشينكان (بالإنجليزية: Yoshinkan)، هو أسلوب الأيكيدو طُوِّر بعد الحرب العالمية الثانية في دودجو يوشينكان لجوزو شيودا (1915-1994). أيكيدو يوشينكان يسمى غالبا الأسلوب «الصعب» للأيكيدو لأنّ طُرق التدريب هي نتيجة الحياة القاسية الشاقة لشيودا قبل الحرب. شيودا سمى الدوجو الخاص به «يوشينكان» بعد دوجو له نفس الاسم والتي بناها والده الطبيب، الذي يريد تحسين الصحة البدنية والروحية. أسلوب يوشينكان حاليا ثاني أكبر تنظيم الأيكيدو في العالم.

## أسلوب
مثل أساليب الأيكيدو، يوشينكان الأقرب جدا إلى تقنيات أيكيبودو قبل الحرب علّمه موريهيه أويشيبا، وبالتالي، أقرب إلى أيكيجوجيتسو لأن أساليب أيكيدو طُوِّرت بعد الحرب.

## تقنيات

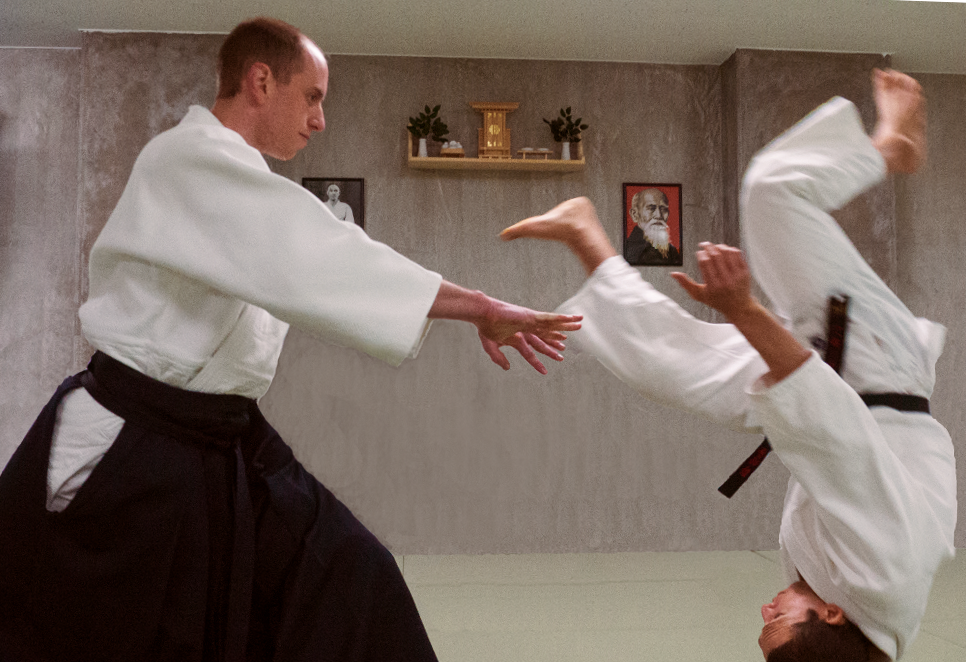
أيكيدو يوشينكان

أيكيدو يوشينكان له حوالي 150 (kihon-waza) (مضاءة. «التقنيات الأساسية»)، التي تمارس بعدة وجوه مختلفة وتهدف إلى تعليم مبادئ الحركة والتوازن والتزامن، وما إلى ذلك. بالإضافة إلى مجموعة من التقنيات، الأسلوب يحتوي كوكيو ناجي (مضاءة «تقنيات الرمي»)، أو تقنيات في أي ناجي هجوم واِيكي ردا غير ملزم، قصيرة وحاسمة.

## روابط خارجية
- AÏKIDO REPENTIGNY ET TERREBONNE - DOJO SHUYUKAN